# نظرية الاستمرارية (تاريخ)
نظرية الاستمرارية في العلوم التاريخية تصف نظامًا من الأفكار أو الادعاءات أو القصص (سرد) فيما يتعلق باستمرارية شيء معين، أو حالة محددة خلال فترة زمنية معينة، خاصةً المظاهر الثقافية أو اللغوية أو العرقية. وتضع نظريات الاستمرارية ظواهر مختلفة في سياق واحد.

## توزيع
تنتشر نظريات الاستمرارية على نطاق واسع في الدراسات التاريخية القديمة، وقد ارتبطت غالبًا بالمصالح القومية والأيديولوجية (قارن الوظيفة التاريخية <i id="mwEw">لقصص أصل العشائر</i>).
غالبًا ما تهدف نظريات الاستمرارية إلى إضفاء الشرعية على الادعاءات القومية. جرى استخدام نظرية الاستمرارية الداكو-رومانية في رومانيا لإضفاء الشرعية تاريخيًا على مطالبة الرومان بكل رومانيا. في النصف الأول من القرن العشرين استخدم الاستيطان (المؤقت) للمنطقة البولندية من قبل القبائل الجرمانية خلال عصر الهجرات لتبرير المطالبة بهذه المناطق (تحت مسمى«ارض المستوطنات الجرمانية القديمة»)، وإلى هذا السياق، ينتمي التركيز الخاص على السيلينغ كشعب ألماني في سيليزيا. في ألبانيا، يجري التأكيد بشكل خاص على فرضية الانحدار المحتمل للألبان من الإيليريين، إذ يتم بها في بعض الأحيان تعزيز المطالبة بأجزاء من إيليريا التاريخية على أنها «حق مشروع»، بغض النظر عن الهجرة «المؤقتة». مثال آخر على أن التأكيد على الاستمرارية يكون فعالا على الصعيد القومي هو ربط التاريخ السلافي المقدوني مع مقدونيا في العصور القديمة وفيليب والإسكندر الأكبر. ومن اللافت للنظر أن بعض القوميين اليونانيين يتفاعلون بدورهم مع ذلك بإبراز الطابع اليوناني «الدائم» لمقدونيا. يجب أيضًا تقييم نظرية الاستمرارية الصربية عند راديفوي بيسيتش Radivoje Pešić ؛ الذي يفترض أن السلاف موجودون في البلقان في وقت أبكر بكثير من المقبول بشكل عام. ومن هنا زعمه أن هوميروس يجب أن يكون قد تحدث لهجة سلافية (Pešić ، 1989).
في العديد من الأمم، تلعب فكرة الاستمرارية دورًا مهمًا في الفخر القومي. على سبيل المثال، يدرج بعض المؤرخين الأتراك التاريخ الكامل (قبل التركي) لتركيا اليوم في تاريخهم القومي.
ترتبط الجهود التي بذلت في آسيا خصوصًا في العقود الأخيرة، ولا سيما ادعاء تقاليد ثقافية قديمة بشكل خاص، ارتباطًا وثيقًا بأهمية الاستمرارية للتاريخ القومي المعني. على سبيل المثال، عندما قام المؤرخون الهنود بتأريخ البدايات الثقافية لحضارة وادي السند على أنها ثقافة «هندية أصلية» حاولوا بشكل حثيث جعلها اللأقدم (حتى الآن 6000 قبل الميلاد)، أو محاولة مطابقتها مع سنوات تاريخ الحضارة الصينية بالسنة أحيانًا. تتجادل بلدان جنوب شرق وشرق آسيا المختلفة أيضًا حول مكان بدايات زراعة الأرز. كذلك بداية إنتاج الحرير كمنتج ثقافي مهم يجعل أقدم قدر الإمكان.
في سياق آخر، تنتمي أفكار الاستمرارية إلى عالم التصورات والمواقف داخل المجموعات الثقافية، على سبيل المثال: فكرة الاستمرارية الخاصة للتوجه المعادي للسامية في التراث الألماني عند المؤرخ دانيال غولدهاغن Daniel Goldhagen.

## التصنيف العلمي
إن فكرة الاستمرارية التاريخية بشكل عام هي، إلى حد ما، مطلب أساسي للعمل التاريخي. مثلًا، تشكل العمليات السببية التاريخية في فكر التطور التاريخي، شرطًا أساسيًا لفهم العصور الماضية، إلا أنها بالكاد تصلح لسد الفجوات في عصور ثقافية كبيرة. في العقود الأخيرة من القرن العشرين جرى انتقاد فكرة الاستمرارية التاريخية بطرق عديدة، على سبيل المثال، بواسطة ميشيل فوكو. من وجهة نظر بنائية، فإن الاستمرارية ليست سوى نتاج عمل المؤرخ عندما يعمل على تكوين الصلات والعلاقات.

## المؤلفات
- Allan A. Lund: Germanenideologie im Nationalsozialismus. Zur Rezeption der „Germania“ des Tacitus im „Dritten Reich“. Winter, Heidelberg 1995. ISBN 3-8253-0243-1
- Jan Hirschbiegel: Die „germanische Kontinuitätstheorie“ Otto Höflers. In: ZSHG 117 (1992), S. 181–198.

## روابط إنترنت
- حول استمرارية السلاف في البلقان، راجع. أيضا خط فينشا